# Большая Татарка (приток Усьвы)
 Большая Татарка  — река в Губахинском муниципальном округе Пермского края, приток Усьвы. Впадает в Усьву слева в 147 км от её устья. Длина реки 16 км. Истоки в лесах на южной границе округа, течёт преимущественно на север. Основной приток — Малая Татарка, впадает в среднем течении слева. Устье напротив упразднённого посёлка Безгодово.

## Данные водного реестра
По данным государственного водного реестра России, река относится к Камскому бассейновому округу, бассейн реки Кама, подбассейн — Кама до Куйбышевского водохранилища (без бассейнов рек Белой и Вятки), водохозяйственный участок реки — Чусовая от в/п пгт. Кын до устья. Код объекта в государственном водном реестре — 10010100712111100011474.